# Afgekia filipes
Afgekia filipes es una especie de planta fanerógamas  perteneciente a la familia Fabaceae. Es originario de Asia. 

## Descripción
Son arbustos, escandentes. Con corteza amarilla, dividido longitudinalmente. Los tallos de 20 m de largo, cilíndricos, escarlata cuando son jóvenes, glabrescentes. Estípulas estrechamente triangulares, de 6 mm. Hojas 17 o 19 folioladas; raquis 25-35 cm, incluyendo pecíolo 5-8 cm; estipelas filiformes, caduca; peciólulos 3-4 mm; láminas de las hojuelas oblongas, 6.10 × 2-3.5 cm, parecida al papel o correosa. Las inflorescencias en panículas caulifloras, áspera con cicatrices de brácteas caídas; brácteas de 2 cm, membranosas, seríceo. Losa frutos son leguminosas con forma de huso, de 17 × 9 cm, indehiscentes, persistentemente colgando en el tronco. Semilla 1 por leguminosa, marrón oscuro, reniforme, de 8 × 4,5 cm, liso, brillante; hilio 3,5-4 cm. Fl. Julio-agosto, fr. Septiembre-noviembre.

## Distribucíon y hábitat
Se encuentra en matorrales en los  márgenes de los bosques de hoja ancha siempre verde; a una altitud de  200-1300 metros, en Guangxi, Yunnan, Laos, Myanmar, Tailandia y Vietnam.

## Taxonomía
Afgekia filipes fue descrita por  (Dunn) R.Geesink y publicado en Leiden Botanical Series 8: 77. 1984.
Etimología
El género fue nombrado por las iniciales de Arthur Francis George Kerr (1877-1942), un botánico explorador irlandés que trabajaba en el entonces Siam en el siglo XX.
filipes: epíteto latíno que significa "esbelto".
Variedad aceptada
- Afgekia filipes var. tomentosa (Z. Wei) Y.F. Deng & H.N. Qin

Sinonimia
- Adinobotrys filipes Dunn
- Padbruggea filipes (Dunn) Craib
- Whitfordiodendron filipes (Dunn) Dunn[4][5]